# Sociedad Catalana de Gnomónica
La Sociedad Catalana de Gnomónica es, entre otras agrupaciones culturales, una asociación sin ánimo de lucro que promociona todos los aspectos relacionados con los relojes de sol.
Uno de los aspectos más interesantes de esta asociación es la creación y conservación de un inventario de relojes de sol existentes en Cataluña. La base de datos es de consulta libre y cuenta con unas 7300 referencias.

## Fundación
La Sociedad Catalana de Gnomónica (Asociación para el estudio del reloj de sol y la medida del tiempo) está constituida desde el año 1988 y está regida por los Estatutos aprobados por la Generalidad de Cataluña y por la Ley 4/2008, de 24 de abril, del libro tercero del Código civil de Cataluña, relativo a las personas jurídicas. Registro de Asociaciones núm. 10.463.

## Objetivos

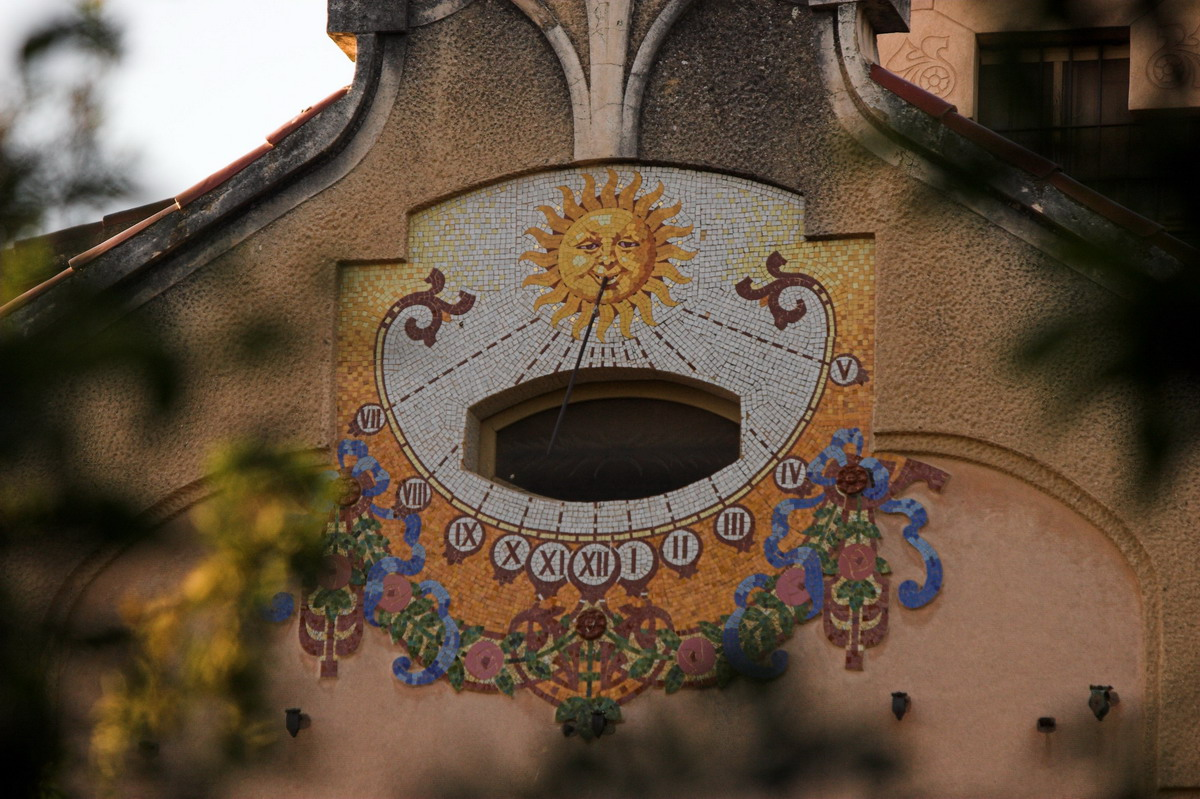
Reloj de sol de la Casa Barbey (La Garriga)

La asociación intenta reunir a todos los que están interesados en los diversos aspectos del estudio y fomento de las técnicas y artes relacionadas con la Gnomónica y la medida del tiempo.
Los objetivos fundamentales de esta asociación son:
- Fomentar el estudio y la investigación de los relojes de sol y otros instrumentos relacionados con la medida del tiempo promoviendo su construcción, recuperación y restauración, impulsando la realización de publicaciones sobre el tema (traducciones, monografías, boletines, reediciones, etc.)
- Promover el intercambio con otras asociaciones afines, asesorando y colaborando con entidades y organismos para la realización de actividades relacionadas con los objetivos de la asociación, organizando y fomentando dichas actividades afines, tales como:  conferencias, reuniones, cursos, intercambios, concursos, visitas, viajes, etc.

## Publicaciones
- La Busca de Paper[7].- Desde los inicios, la SCG ha publicado[8] un boletín basado en los estudios y actividades realizadas. (En verano de 2021 había 99 números publicados).[9] Esta publicación es mencionada en numerosos trabajos sobre el tema.[10][11]
- Rellotges de sol de Catalunya:  un patrimonio por descubrir.[12]
  - Relojes de sol -
  - Cuadrantes solares.

## Base de datos con 7000+ relojes de sol

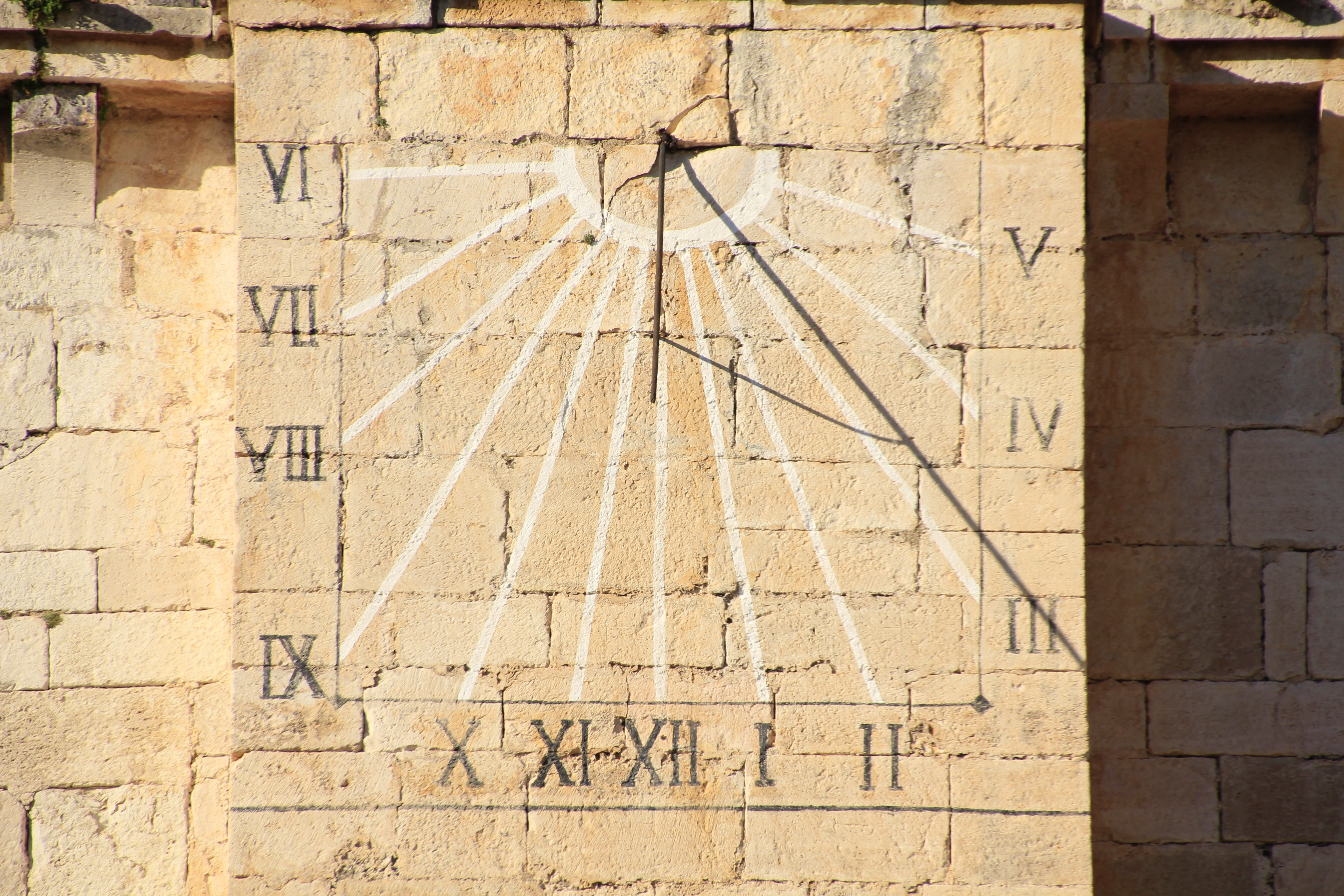
Reloj de sol del monasterio de Santes Creus.

La asociación ha creado y mantiene al día una base de datos de fichas técnicas de más de 7000 relojes de sol instalados de forma permanente en espacios públicos de toda Cataluña y Andorra. Está siendo usada como referencia en las listas de relojes de sol de la Wikipedia en catalàn por ejemplo en el reloj de sol situado en el monasterio de Santes Creus.

## Reloj de sol en el Polo Sur
Con el patrocinio de la Sociedad Catalana de Gnomónica hay un reloj de sol en la Estación Amundsen-Scott.

## Asociaciones  similares
A lo largo del tiempo ha habido todo tipo de entidades que han fomentado la construcción de relojes de sol y la conservación de los existentes. Aparentemente sin embargo, la existencia de asociaciones amateurs especializadas, exclusivamente, en la gnomónica es muy escasa.
- Una entidad francesa oficial es la Commission des Cadrans solaires, adscrita a la Société astronomique de France.[16][17]
- 1988. Asociación Amigos Relojes de Sol (AARS), con sede en Madrid.[18]
  - Publicación de la revista Analema (1991-2005)
- 1994. Commission des Cadrans solaires du Québec , con sede en Quebec.[19]
  - Publicación Le Gnomiste .
- La Asociación para la Revitalización de los Centros Antiguos de Mallorca cuenta con una Comisión de relojes de sol.[20]